# Muri bei Bern
Pour les articles homonymes, voir Muri.
Muri bei Bern, souvent appelée Muri-Gümligen, est une ville et une commune suisse du canton de Berne, située dans l'arrondissement administratif de Berne-Mittelland.

## Géographie
Muri bei Bern mesure 7,63 km2.
Située au bord de l’Aar, la commune se compose de deux localités : Muri et Gümligen. Le territoire communal culmine à 727 mètres d’altitude sur le Dentenberg, le point le plus bas sur l’Aar, à 508 mètres d’altitude.

## Démographie
Muri bei Bern compte 13 317 habitants fin 2022. Sa densité de population atteint 1745 hab./km2.

## Histoire

Vue aérienne (1967)

Les résultats des recherches archéologiques, dont les fondations d'une villa romaine près de l'église et du château, permettent d’affirmer que Muri était déjà peuplé au temps des Romains. La première mention écrite du toponyme Mure remonte à 1180.
En 1298, les barons de Montagny cèdent Muri à la ville de Berne. Muri devient alors une paroisse rattachée à l'administration bernoise jusqu'en 1798.
La commune se crée sur le territoire de la paroisse entre 1831 et 1833. Les deux communautés, Muri-Kräyigen et Gümligen, conservent une certaine autonomie jusqu'à la centralisation de la commune (respectivement en 1905 et 1921). 
La commune se développe grâce à l'industrialisation. En 1859, la gare de Muri-Gümligen est ouverte sur la ligne ferroviaire Berne-Thoune et plusieurs entreprises s'implantent à Gümligen au début du XXe siècle. En 1915 et dans les années 1920, la commune refuse de fusionner avec Berne. 

### Les châteaux de la commune

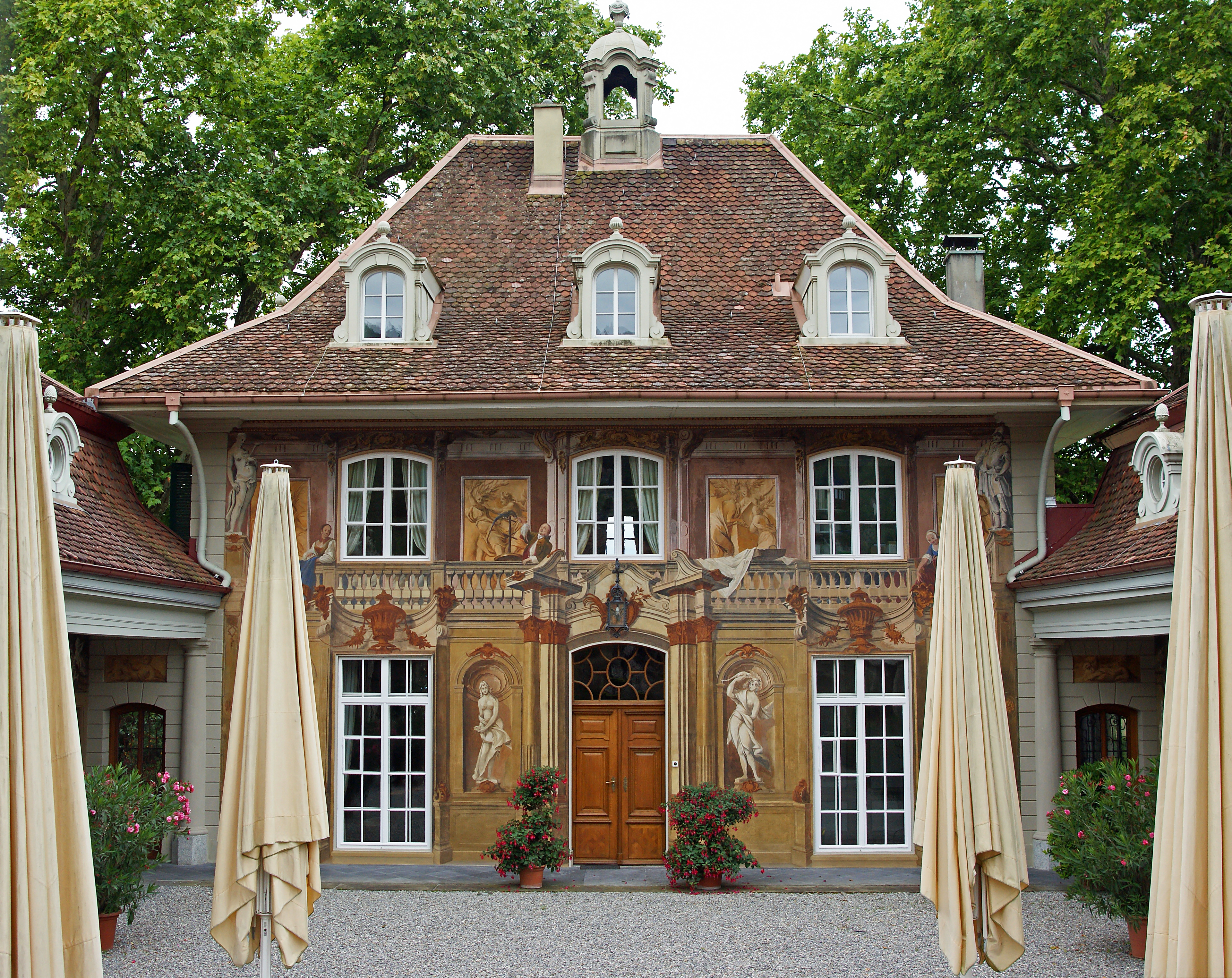
La façade du Hofgut à Gümligen

La commune compte aujourd'hui plusieurs châteaux: le Château de Muri, le Château de Gümligen et le Château de Hofgut/Gümligen.

Le Château de Muri est construit au XVIe siècle sur l'emplacement d'un manoir médiéval.

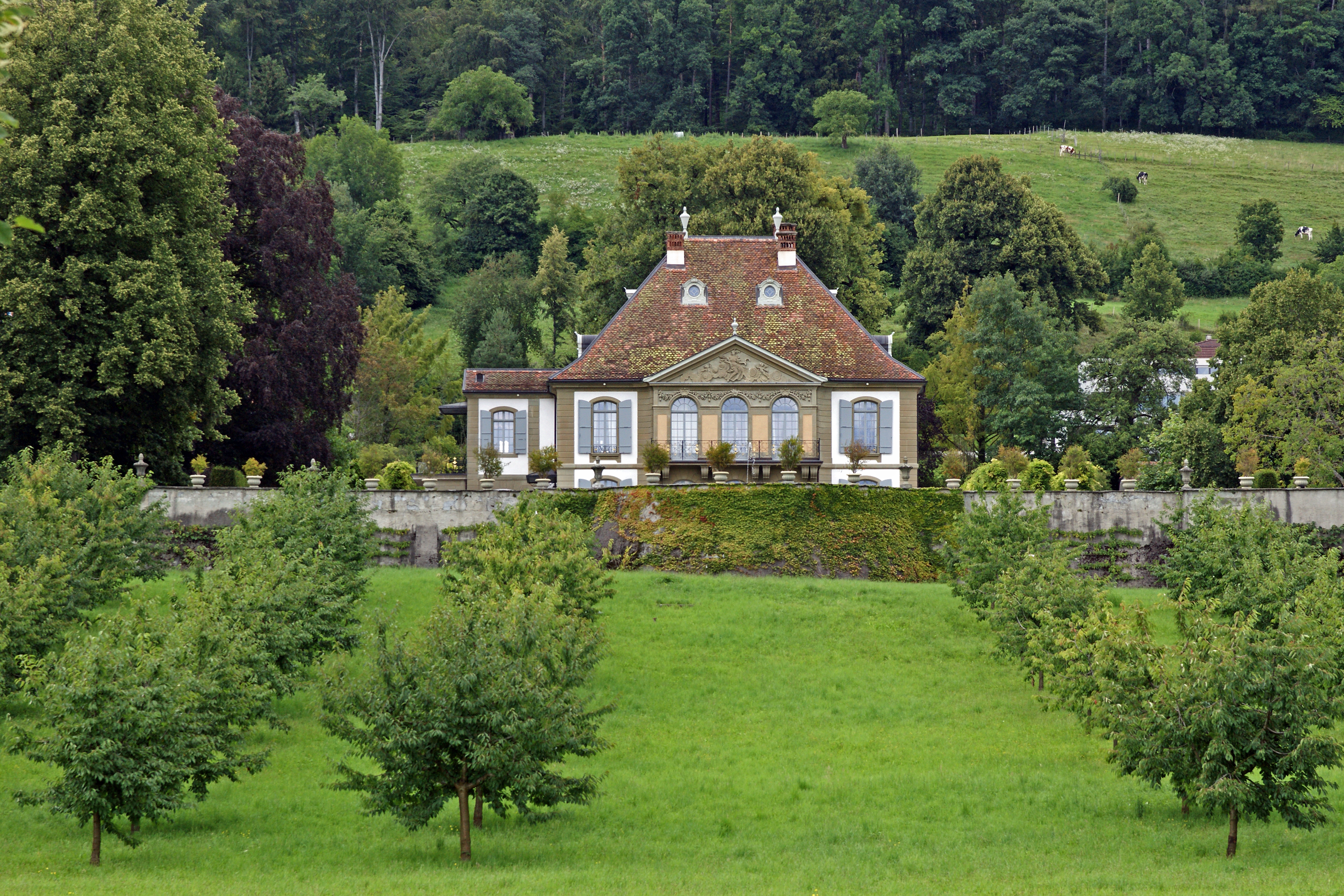
Le Château de Gümligen avec son parc

Beat Fisher hérita du Château de Gümligen de Maria Magdalena von Graffenried en 1735. Il fit transformer et agrandir l’édifice par Albrecht Stürler entre 1736 et 1739 : c'est devenu un exemple typique de la résidence bernoise de style baroque tardif. Beat Fischer le vendit par la suite et acquit en 1741 un domaine voisin.
Le Château de Hofgut/Gümligen ayant appartenu à Anna Margaretha von Werdt, née von Wattenwyl, qui ne pouvait plus en supporter la charge[réf. souhaitée]. Il le fit modifier et, en 1745, se dressait un nouveau palais entre cour et jardin. En 1754, les descendants de Fischer héritèrent de la propriété ; par la suite, il passa entre les mains de plusieurs familles avant d'appartenir en 1977 à la Fondation Hans Rufener-von Camp[réf. souhaitée].

## Économie
- Siège de l’Association suisse de football
- Siège de la société Cisalpino AG qui exploite les liaisons ferroviaires entre la Suisse et l'Italie
- Éditions Cosmos
- Haco, produits alimentaires et boisson énergétique à Gümligen, par exemple le bouillon en poudre Toro ou la boisson en poudre Eimalzin[6]

## Culture et patrimoine

### Héraldique
| Blason | Blasonnement : Parti de sable et d'argent au mur crénelé de l'un en l'autre |

### Monuments et curiosités
- Château de Gümligen
- Château de Hofgut/Gümligen

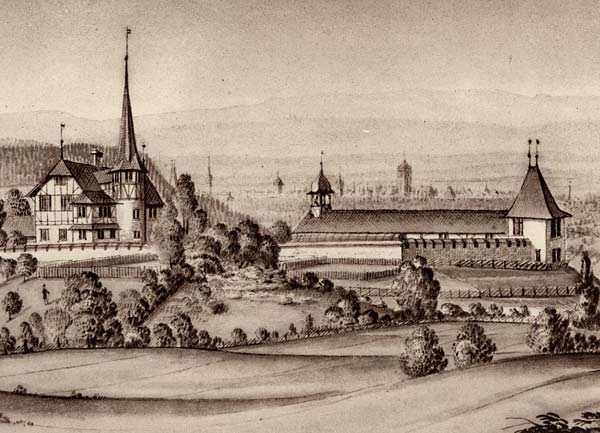
Le château de Muri par Albrecht Kauw (1670)

- Château de Mettlen, sis dans la campagne envoisinante de Mettlen
- Château de Muri, érigé ou restauré par Johan Rudolf von Diesbach, dont la plus ancienne représentation, un dessin d'Albrecht Kauw, date d’environ 1670[8]
- L'Auguetbrücke, pont couvert qui traverse l'Aar

## Transports
- Ligne ferroviaire CFF Berne-Thoune, gare de Gümligen
- Autoroute A6, sortie 13

## Sports
- Siège de l’Association suisse de football

### Personnalités
- Eduard Boss (1873-1958), peintre, né à Muri bei Bern
- Hans Oprecht (1894-1978), syndicaliste et conseiller national socialiste, né à Muri bei Bern
- Hans Studer (1911-1984), compositeur et organiste, né à Muri bei Bern
- Walter Vogt (1927–1988), écrivain et psychiatre
- Ahmed Huber (1927-2008), gestionnaire de banque et journaliste, mort à Muri bei Bern
- Werner Martigoni (1927-2024), conseiller d'État et conseiller national UDC
- Kim Jong Un, dirigeant de la Corée du Nord y étudie de 1996 à 1998 à l'International School of Berne
- Leni Robert, conseillère nationale et première femme élue au gouvernement cantonal bernois, née à Muri bei Bern
- Mark Streit, joueur de hockey sur glace, vit à Muri bei Bern